# 慕尼黑工业大学诺贝尔奖得主列表
慕尼黑工业大学是德国著名技术类大学（工业大学）。历史上校友中名人辈出。

## 诺贝尔奖得主

### 诺贝尔物理学奖得主
1. 2001 沃夫冈·凯特利 (诺贝尔物理学奖)
2. 1989 沃尔夫冈·保罗 （诺贝尔物理学奖）
3. 1987 卡尔·米勒（诺贝尔物理学奖）其于1987年获得慕尼黑工业大学、莱比锡大学等多个大学的名誉博士
4. 1986 恩斯特·鲁斯卡 (诺贝尔物理学奖)
5. 1985 克劳斯·冯·克利青 (诺贝尔物理学奖)
6. 1961 鲁道夫·穆斯堡尔 (诺贝尔物理学奖)

### 诺贝尔化学奖得主
1. 2007 格哈德·埃特尔 (诺贝尔化学奖)
2. 1988 罗伯特·胡贝尔 (诺贝尔化学奖)
3. 1988 约翰·戴森霍费尔 (诺贝尔化学奖)
4. 1973 恩斯特·奥托·菲舍尔 (诺贝尔化学奖)
5. 1930 汉斯·菲舍尔 (诺贝尔化学奖)
6. 1927 海因里希·奥托·威兰 (诺贝尔化学奖)

### 诺贝尔生理学或医学奖得主
1. 1991 厄温·内尔 (诺贝尔生理学或医学奖)
2. 1964 康拉德·布洛赫 (诺贝尔生理学或医学奖)

### 诺贝尔文学奖得主
1. 1929 托马斯·曼 (诺贝尔文学奖)